# 13-я Воеводинская ударная бригада
13-я Воеводинская ударная бригада (сербохорв. Тринаеста војвођанска ударна бригада / Trinaesta vojvođanska udarna brigada) — воинское формирование Народно-освободительной армии Югославии, состоявшее из жителей Баната. Отвечала за безопасность на освобождённых партизанами территориях.

## История
Бригада образована 14 октября 1944 в городе Петровград из жителей Баната, служивших в партизанских отрядах (особенно из добровольцев 5-го Банатского партизанского отряда). 12 ноября передана в распоряжение Военного управления Баната, Бачки и Барани, позднее преобразована в 3-ю Воеводинскую бригаду Корпуса народной обороны Югославии. Занималась охраной границ Демократической Федеративной Югославии с Венгрией и Румынией и защитой военных и промышленных объектов на территории северной Бачки. 18 декабря 1944 вошла в состав 7-й Воеводинской дивизии Корпуса народной обороны.
Расформирована в мае 1945 года. За службу награждена орденом «За заслуги перед народом».